# Klausdorf (Schwentine)
Klausdorf este un cartier al orașului Schwentinental din landul Schleswig-Holstein, Germania. Până la 29 februarie 2008 a fost o comună.